# Albert Kammerer
Frédéric Albert Kammerer, né le 9 janvier 1875 à Paris 9e et mort le 20 juin 1951 dans la même ville 7e , est un diplomate, géographe et historien français. Spécialiste de l'Orient, ses intérêts sont cependant éclectiques.

## Biographie

### Jeunesse et études
Albert Kammerer est d'origine alsacienne et strasbourgeoise, d'une famille protestante. Il effectue ses études secondaires au lycée Charlemagne, avant de suivre des études de droit et d'obtenir un doctorat en droit ; il obtient la médaille d'or des thèses de doctorat de l'université de Paris en 1897. Il est diplômé de l'École libre des sciences politiques.
Il épouse Élisabeth Marguerite Hosemann à Neuilly-sur-Seine le 14 mai 1908 dont il aura trois enfants.

### Carrière d'ambassadeur
Albert Kammerer est consul de 1ère classe en 1911, consul général en 1916, sous-directeur d'Asie, il devient ministre plénipotentiaire de 2e classe le 8 janvier 1921. Le 12 novembre 1921 il est secrétaire général de la délégation française à la conférence de Washington. Il est missionné en Égypte en 1922. Ministre plénipotentiaire de 1ère classe en 1925, le 28 décembre 1928 il est ministre plénipotentiaire à La Haye, le 16 juillet 1931 ambassadeur à Buenos Aires, le 29 juillet 1933 à Ankara et le 28 mars 1938 à Tokyo.
Durant l'occupation, Albert Kammerer s'engage dans la Résistance. En 1943, il publie clandestinement une plaquette, Le Crime de l'Armistice, éditée à quarante mille exemplaires dans laquelle il conteste la loi du 19 juillet 1940 et du serment imposé par le maréchal Pétain. Il prolonge son travail par plusieurs ouvrages, notamment sur le désarmement de la flotte à Mers El Kébir, prévu par l'article 8 de la convention d'armistice. Il collabore à un journal clandestin à Lyon, La France Intérieure, publié par Georges Oudart, qui édite son étude la tragédie de Mers El Kébir reprise en volume.
Son engagement est suivi par son fils, Jean Kammerer, délégué militaire régional des forces combattantes pour la Normandie et la Bretagne, qui est capturé en juin 1944 alors qu'il soutient de l'intérieur le débarquement allié, et meurt au camp de Dachau en janvier 1945.

### Carrière littéraire
Les ouvrages d'Albert Kammerer peuvent être rangés dans deux thèmes principaux: l'Orient et la Résistance.

Dans son essai sur l'histoire antique d'Abyssinie, il comble une lacune pour la période allant des origines jusqu'à l'Hégire; il utilise ensuite les sources chrétiennes et arabes pour atteindre le XIIIe siècle ; puis, à partir de 1270 (histoire de la dynastie salomonienne) il regroupe, coordonne les travaux de chercheurs occidentaux que sont August Dillmann, Jules Perruchon, René Basset, Wallis Budge, Ignazio Guidi, Carlo Conti Rossini et Enno Littmann. Le résultat est un essai complet qui faisait jusqu'alors défaut et qui satisfait la curiosité de l'occident pour cet empire africain que la visite du Ras Taffari, en cours de 1924, éveille.

## Décorations
Commandeur de la Légion d'honneur (1929 ; officier en 1920 et chevalier en 1913).

## Publications
- Albert Kammerer, Essai sur l'histoire antique d'Abyssinie : Le royaume d'Aksum et ses voisins d'Arabie et de Méroé, Paris, Paul Geuthner, 1926, 198 p., in 8°, 45 pl. hors texte et 4 cartes, index des noms propres et géographiquesOuvrage couronné par l'Institut de France (Académie des Inscriptions). Prix Saintour 1927
- Albert Kammerer, La Mer Rouge, l'Abyssinie et l'Arabie depuis l'Antiquité : Essai d'histoire et de géographie historique, vol. 2, t. Ier : Les pays de la Mer Érythrée jusqu'à la fin du Moyen Âge, Le Caire, Société royale de géographie d'Égypte, 1929, LXII+451, 2 vol. in 4°, pagination continue, portrait de l'auteur, 115 pl. et cartes hors texte, dont 7 en coul., et de 41 gravures dans le texte, 1re-3eIntroduction, Avant-propos, Étude bibliographique, 1re partie: Alexandrie et l'Érythrée, 2e partie: Arabie, 3e partie: Abyssinie, Annexes, Addenda & corrigenda, Index historique, géographique et bibliographique, Tables des planches, Liste des figures. Ouvrage couronné du prix Thérouanne par l'Académie Française en 1932
- Albert Kammerer (préf. Gabriel Hanotaux), La Mer Rouge l'Abyssinie et l'Arabie depuis l'Antiquité : Essai d'histoire et de géographie historique, vol. 2, t. 2e : Les guerres du poivre: les Portugais dans l'océan Indien et la mer Rouge au XVIe: histoire de la cartographie orientale, Le Caire, Société Royale de Géographie d'Égypte, 1935, XVI+555, 2 vol. in 4°, pagination continue, 169 pl. dont 15 en couleurs, parmi lesquelles 13 grands portulans en fac-similé, ainsi que de 95 gravures dans le texte et une grande carte géographique moderne en couleurs. La pl. XXIII intitulée « L'Arabie (les Reinel, 1516) » a été reliée sans être imprimée, 1re & 2eIntroduction, Avant-propos, 1re partie: Histoire, 2e partie: Histoire de la géographie, Tableaux synoptiques de nomenclatures géographiques et d'histoire, Addenda & corrigenda, Index historique, géographique et bibliographique, Table des matières, Tables des planches et pages auxquelles elles se réfèrent, Liste des figures. Ouvrage couronné du prix Hercule-Catenacci de l’Académie française et par l'Académie des Sciences morales et politiques en 1937
- Albert Kammerer, La vérité sur l'Armistice : Ephéméride de ce qui s'est réellement passé, Paris, Editions Médicis, 1944, 390 p.
- Albert Kammerer, La tragédie de Mers El-Kebir : l'Angleterre et la flotte française, Paris, Editions Médicis, 1945, 185 p.
- Albert Kammerer, Du débarquement africain au meurtre de Darlan, Paris, Flammarion, 1949, 728 p.